# Codonacanthus
Codonacanthus là chi thực vật có hoa trong họ Acanthaceae.